# Damnation A.D.
I Damnation A.D. sono un gruppo punk metal statunitense di Washington, formatosi nel 1992 e scioltosi una prima volta nel 1998. Il complesso si è riunito nel 2005.

## Storia
I Damnation A.D. furono formati nel 1992 con il nome Damnation da due veterani della scena straight edge di Washington,  il compositore/chitarrista Ken Olden e il cantante Mike McTernan, fratello del produttore Brian McTernan, inizialmente senza l'intenzione di suonare dal vivo. Dopo aver firmato con la Jade Tree Records, il gruppo ingaggiò nuovi componenti e cambiò il nome in Damnation A.D. per evitare di essere confuso con la punk band Damnation. Dopo aver pubblicato un singolo insieme ai Walleye, la band pubblicò il suo primo album in studio, No More Dreams of Happy Endings, nel 1995. Nel 1996 seguì l'EP Misericordia, oltre a un tour con Ignite e Earth Crisis. Nel 1998 il gruppo ruppe con la Jade Tree e firmò con la Revelation Records, con cui pubblicò il secondo album Kingdom of Lost Souls nel 1998 con il nuovo batterista Dave Bryson. La band si sciolse poco dopo, quando Ken Olden si unì ai Better Than a Thousand, progetto post-Youth of Today di Ray Cappo. Mike McTernan fece parte dei When Tigers Fight fino al 2005, quando insieme a Olden decise di ricominciare le registrazioni. Il duo registrò il suo terzo album, intitolato In This Life or the Next e lo pubblicò su Victory Records, con la partecipazione di Give Up the Ghost, Darkest Hour, Earth Crisis e Fall Out Boy.

## Discografia
Album in studio
- 1995 - No More Dreams of Happy Endings, (Jade Tree Records)
- 1998 - Kingdom of Lost Souls, (Revelation Records)
- 2007 - In This Life or the Next (Victory Records)

EP
- 1996 - Misericordia, EP (Jade Tree)

## Formazione

### Formazione attuale
- Mike McTernan - voce
- Ken Olden - chitarra, compositore
- Brian Smith - batteria
- Daniel Fleming - chitarra
- Alex Merchlinsky - basso

### Ex componenti
- Colin Kercz - batteria
- Dave Ward - batteria
- Dave Bryson - batteria
- Hillel Halloway - chitarra
- Brian Kerley - chitarra